# Захарово (деревня, Раменский городской округ)
Заха́рово — деревня в Раменском муниципальном районе Московской области. Входит в состав городского поселения Кратово.

## География
Деревня Захарово расположена в северной части Раменского района, примерно в 9 км к северо-востоку от города Раменское. Высота над уровнем моря 137 м. Рядом с деревней протекает река Донинка. В деревне 8 улиц. Ближайший населённый пункт — деревня Донино.

## История
В 1646 году встречается первое упоминание деревни «Сокольниково» (тоже Захарово), а в ней крестьян 4 двора. Вероятно, первые поселенцы занимались отловом соколов для царской охоты. Захаровский клуб построен в 1956 году. Реконструкция проводилась в 2008 году.
В 1926 году деревня являлась центром Захаровского сельсовета Раменской волости Бронницкого уезда Московской губернии.
С 1929 года — населённый пункт в составе Раменского района Московского округа Московской области.
До муниципальной реформы 2006 года Захарово входило в состав Дементьевского сельского округа Раменского района.

## Население
В 1926 году в деревне проживал 298 человек (149 мужчин, 149 женщин), насчитывалось 59 хозяйств, из которых 59 было крестьянских. По переписи 2002 года — 329 человек (141 мужчина, 188 женщин). Население — 628 человек (2010).
| 1926 | 2002 | 2010 |
| ---- | ---- | ---- |
| 298  | ↗329 | ↗628 |